# Trichocentrum brevicalcaratum
Trichocentrum brevicalcaratum är en orkidéart som beskrevs av Charles Schweinfurth. Trichocentrum brevicalcaratum ingår i släktet Trichocentrum och familjen orkidéer. Inga underarter finns listade i Catalogue of Life.